# Hvidovretunnelen
Hvidovretunnelen er en dobbeltsporet jernbanetunnel beliggende i Hvidovre. Tunnelen er cirka 560 meter lang, og ligger lige nord for Holbækmotorvejen.
I tunnelen løber Ringstedbanen, der forbinder København med Ringsted over Køge Nord. Tunnelen var færdigbygget i 2017, 2 år før banen kunne åbnes, grundet andre forsinkelser på baneprojektet.
Over tunnelen ligger Vigerslev Allé, Hvidovrevej og Allingvej, og tunnelen er primært bygget for at få plads til både veje og bane mellem Holbækmotorvejen og bebyggelsen nord for. Samtidig fungerer den støjhæmmende.
Tunnelen er bygget efter cut-and-cover-metoden. Den er udstyret med ventilation, som dog ikke er nødvendig i daglig drift, grundet tunnelens korte længde, men som skal lede røg væk fra passagerer i tilfælde af brand. Der er nødfortove i begge sider af banen, til evakuering.
Tunnelen benyttes af både el- og dieseltog og både af passager- og godstog.
Tunnelen ligger få hundrede meter fra Kulbanetunnelen, der dog er længere og kurver anderledes, men ellers er teknisk identisk.